# Тинтори, Лилиан
Лилиан Тинтори (исп. Lilian Tintori; род. 5 мая 1978, Каракас, Венесуэла) — бывшая венесуэльская телеведущая каналов RCTV и Televen, также работавшая на венесуэльских радиостанциях La Mega, Hot94 и Ateneo. В 2003 году она стала национальным чемпионом Венесуэлы по кайтсёрфингу и основала Фонд кайтсёрфинга для развития этого вида спорта среди его любителей из непривилегированных слоёв общества. Тинтори является женой Леопольдо Лопеса, одного из лидеров Народной воли. Лилиан Тинтори также активно участвует в массовых протестах против правительства президента Николаса Мадуро.

## Биография
Лилиан Тинтори родилась в Каракасе 5 мая 1978 года. Она получила степень бакалавра по специальности «дошкольное образование со специализацией в области политических коммуникаций» в Центральном университете Венесуэлы. В мае 2007 года Тинтори вышла замуж за Леопольдо Лопеса, от которого родила дочь в 2009 году и сына в 2013 году.